# Liste der Monuments historiques in Praslay
Die Liste der Monuments historiques in Praslay führt die Monuments historiques in der französischen Gemeinde Praslay auf.

## Liste der Objekte
| Bezeichnung                | Beschreibung | Standort                     | Kennzeichnung | Schutzstatus | Datum | Bild |
| -------------------------- | --- | ---------------------------- | ------------- | ------------ | ----- | ---- |
| Skulptur Heiliger Remigius | Holz, farbig gefasst, 18. Jahrhundert | in der Kirche St-Rémy (Lage) | PM52001824    | Inscrit      | 1978  |      |
| Hauptaltar                 | Altartisch, Altaraufbau, Tabernakel und Gemälde Auferstehung; Holz, farbig gefasst und vergoldet, Ölfarbe auf Leinwand, 18. und 19. Jahrhundert; das Gemälde nach Charles André van Loo | in der Kirche St-Rémy (Lage) | PM52001015    | Classé       | 1978  |      |